# La scotennatrice
La scotennatrice è un romanzo d'avventura di Emilio Salgari. Questo libro, pubblicato nel 1909, si allaccia direttamente a Sulle frontiere del Far-West in cui il drammatico gioco continua con i figli dei vecchi protagonisti trapassati nel finale del libro precedente: Giorgio Devandel, figlio del colonnello e luogotenente agli ordini del generale Custer, e Minnehaha, la scotennatrice, degna erede della crudele Yalla. Nella conclusione del romanzo precedente, l'autore faceva coincidere la battuta d'arresto delle vicende romanzesche con una tregua sancita dalla pace firmata nel Kansas nell'ottobre del 1867 tra indiani e visi pallidi.
Le vicende di questo romanzo invece si riaprono con il verificarsi di una nuova insurrezione indiana, nel 1876, capeggiata da un famoso personaggio storico e leggendario, il famoso Sitting Bull, altrimenti detto Toro Seduto. Anche in questa circostanza gli indiani accantonano le loro discordie interne per combattere assieme l'uomo bianco, dopo aver dissotterrato l'ascia di guerra.

## Trama
Minnehaha ha un conto in sospeso con John, l'indiano che in passato le aveva ucciso e scotennato la madre. Secondo un'antica credenza indiana, il dio Manitou non ammette nel suo paradiso guerrieri privi di capigliatura. Minnehaha vuole vendicare la madre, e così facendo permetterle di entrare nel paradiso dei guerrieri pellerossa. Un odio estremo sorregge il suo proposito, e l'invecchiato padre, Nuvola Rossa, le dà man forte.
John, Harry e Giorgio, per dar retta a lord Wylmore e assecondarne le manie di cacciare bisonti sono risaliti nel Wyoming, commettendo così l'impudenza di avvicinarsi pericolosamente al campo dei Sioux di Minnehaha. I tre incontrano Turner, mandato in avanscoperta dal generale Custer per fare un rapporto sull'insurrezione indiana. Da Turner apprendono che Giorgio Devandel, mandato a esplorare i passi dei Laramie, è stato catturato dagli indiani. La situazione è grave ed essi stessi cadono in un'imboscata dei Sioux e vengono fatti prigionieri. La vendetta di Minnehaha è crudele quanto insolita. Ed è a questo punto che compare la figura di Sandy-Hook, il quale camuffato da Sioux, è diventato nientemeno che sotto-sakem di Minnehaha e di Nuvola Rossa.
Il dilemma morale e la scelta di Sandy-Hook sono tali che per interi capitoli egli balza in primo piano nell'intricata vicenda.
La sequenza finale è altamente drammatica e riserva angosciose sorprese. Ci fornisce inoltre un'insolita versione di alcuni avvenimenti relativi alla Battaglia del Little Bighorn, risentita e rivissuta da Salgari attraverso le fonti incontrollate dell'epoca.

## Seguito
Le vicende sono racchiuse all'interno di un gruppo di romanzi che si svolgono nello stesso ambiente e quadro storico, appunto il Ciclo del Far West. Il romanzo che precede è Sulle frontiere del Far-West e succede Le selve ardenti, che chiude il ciclo salgariano.

## Curiosità
Salgari, nel racconto della battaglia in cui il generale Custer perse i suoi uomini e la sua vita, scrisse di come il terribile Toro Seduto avesse spaccato il petto del Generale morto e avesse mangiato il suo cuore ancora caldo tra le urla dannate dei suoi guerrieri. In una nota lo stesso autore citò questo evento come storico; in realtà Salgari non desunse questi particolari da dati storici attendibili, bensì da elementi incontrollati tratti da altri romanzi e in particolare da Avventure di un birichino di Parigi nel paese dei bisonti di Luigi Boussenard. (N.d.R.)

## Edizioni
- Emilio Salgari, La scotennatrice, Salgariana, Ugo Mursia, 1973,  p. 236.